# 战厚顺
战厚顺（1957年—）男，黑龙江省绥化市人，中共党员，空军中将军衔。曾任成都军区空军司令员，中国人民解放军西部战区副司令员兼战区空军司令员。

## 生平
1973年入伍。
2000年8月至2003年12月，任空军第一军副军长，二炮54基地副司令员（代职）。
2007年6月至2008年12月，任成都军区空军参谋长。
2008年12月至2012年12月，任成都军区空军副司令员。
2013年，任成都军区副司令员兼空军司令员。
2002年，授中国人民解放军空军少将军衔。
2014年，授中国人民解放军空军中将军衔。
2016年1月，任中国人民解放军西部战区副司令员兼首任空军司令员。
是中国共产党第十九次全国代表大会代表、第十三届全国人民代表大会代表。